# Fossa cranii media

Schädelbasis, Fossa cranii media (grün)

Die Fossa cranii media (lateinisch) oder mittlere Schädelgrube ist ein Abschnitt der Schädelhöhle, der den mittleren Teil des Gehirns, den  Schläfenlappen des Großhirns und einen Teil des Stammhirns, beherbergt. Sie liegt zwischen vorderer (Fossa cranii anterior) und hinterer Schädelgrube (Fossa cranii posterior) und wird vom großen und kleinen Flügel des Keilbeins bestimmt (Ala major und Ala minor des Os sphenoidale).
Die rückenseitige (dorsale) Abgrenzung der Fossa cranii media bildet der Felsenteil (Pars petrosa) des Schläfenbeins (Os temporale).
Der Boden der mittleren Schädelgrube besteht aus dem großen Keilbeinflügel und dem Schuppenteil (Pars squamosa) des Schläfenbeins. Hier befindet sich der so genannte Türkensattel (Sella turcica), der die mittlere Schädelgrube in zwei Hälften teilt. In seiner Mitte befindet sich eine Grube für die Hypophyse, die Fossa hypophysialis. Nach hinten endet der Türkensattel in der Sattellehne (Dorsum sellae).
Eine bei intrakranieller Drucksteigerung im Röntgenbild zu sehende sekundäre, von Hermann Oppenheim 1901 nachgewiesene Erweiterung der Sella turcica bezeichnet man als „Drucksella“.
Die mittlere Schädelgrube enthält Anteile des faserknorpeligen Chondrocraniums, welche das Foramen lacerum (‚zerrissenes Loch‘) abschließen.

## Schädeldurchtritte
| Durchtrittsstelle          | Inhalt |
| -------------------------- | --- |
| Canalis opticus            | Nervus opticus Arteria ophthalmica |
| Fissura orbitalis superior | Nervus oculomotorius Nervus trochlearis Nervus ophthalmicus Nervus abducens Nervus nasociliaris Nervus frontalis Nervus lacrimalis Vena ophthalmica superior |
| Foramen rotundum           | Nervus maxillaris |
| Foramen ovale              | Nervus mandibularis Arteria meningea accessoria Plexus venosus foraminis ovalis                                                                              |
| Foramen spinosum           | Arteria meningea media Vena meningea media Ramus meningeus des Nervus mandibularis                                                                           |
| Foramen lacerum            | Nervus petrosus major Nervus petrosus profundus |